# Lisbeth Karline Poulsen
Lisbeth Karline Poulsen (født 1981) er en grønlandsk billedkunstner. Lisbeth Karline Poulsen er født i Nanortalik, opvokset i Grønland og Danmark. Hun er uddannet på Kunstskolen i Nuuk (2003-4), og på Århus Kunstakademi. Medlem af kunstnersammenslutningen Kimik. Lisbeth Karline Poulsen arbejder i flere forskellige medier, såsom papir, pap, flamingo, stof og med perler. Hun er repræsenteret på Nuuk Kunstmuseum.

## Udvalgte udstillinger
- 2014 Grønlandsbanken, Nuuk
- 2015 The Whiteout, Katuaq, Nuuk[2],
- 2016 Assiliaq/Ordet, sammen med forfatter Niviaq Korneliussen, Nuuk Kunstmuseum [3]